# Daptolestes limbipennis
Daptolestes limbipennis là một loài ruồi trong họ Asilidae. Daptolestes limbipennis được Macquart miêu tả năm 1846.